# پائولو کوستانزو
پائولو کوستانزو (انگلیسی: Paulo Costanzo؛ زادهٔ ۲۱ سپتامبر ۱۹۷۸) یک هنرپیشه اهل کانادا است. وی از سال ۱۹۹۷ میلادی تاکنون مشغول فعالیت بوده‌است.
از فیلم‌ها یا برنامه‌های تلویزیونی که وی در آن نقش داشته‌است می‌توان به سفر جاده‌ای، سوخته، جوسی و پوسی‌کت و جویی اشاره کرد.